# Поцілунок (фільм, 1974)
«Поцілунок» (італ. Il bacio) ― фільм Маріо Ланфранчі 1974 року за мотивами роману Кароліни Інверніціо «Поцілунок мертвої жінки» (італ. Il bacio di una morta).

## Сюжет
Графиня Єлена Рамбальді має рідного брата Альфонсо, ненависного старим графом Рамбальді і вигнаного з дому. Старий граф помирає від серцевого нападу того дня, коли знаходить в обіймах Альфонсо та його сестру. Єлена, спадкоємиця сімейних статків, випадково зустрічає Гвідо, закохується, одружується з ним, надає йому сімейний титул і їде з ним в медовий місяць у Венецію. Там Гвідо спокушений і захоплений підступною танцівницею Нарою, яка прагне взяти в руки титул і спадщину Рамбальді… 

## В ролях
- Мауріціо Бонулья: Гвідо Рамбальді;
- Елеонора Джорджі: Єлена;
- Мартін Бесвік: Нара;
- Валентіна Кортезе: мадам Ліксен;
- Массімо Джиротті: герцог Дацці;
- Брайан Дікон: Альфонсо;
- Владек Шейбал: консьєрж;
- Джанні Кавіна: Жасмин, карабінер;
- Барбара Лорі: Паола;
- Джон Карлсен: Фрідріх;
- Інес Пеллегріні.

## Додаткова література
- Roberto Curti[it]. Italian Gothic Horror Films, 1970—1979. — Jefferson, North Carolina : McFarland & Company, 2017. — 246 p. — ISBN 978-1476664699.